# Heinrich Andergassen
Heinrich Andergassen (30 juillet 1908 - 26 juillet 1946) est un membre du parti nazi autrichien, de la SS et de la Gestapo. Il est exécuté en juillet 1946 en Italie pour crimes de guerre.

## Carrière
Andergassen était machiniste à Wattens. En 1929, il entre volontairement dans l'armée autrichienne, dans la branche de la gendarmerie fédérale. En 1937, il travaille dans la gendarmerie autrichienne à Schwaz et plus tard à Innsbruck. Après l'Anschluss, il entre dans la Gestapo. Après les accords de Munich, il sert comme sergent de police dans un district. En mai 1938, il rejoint le parti nazi et, en octobre 1938, il est engagé comme détective adjoint au poste de police dans le Land d'Innsbruck. En 1943, après l'invasion de la province de Bolzano, Andergassen devient chef du SD à Merano. Son commandement procède à plusieurs arrestation de Juifs encore présents à Merano. À Bolzano, il devient commandant de la Sicherheitspolizei.
Le 15 décembre 1944, Manlio Longon (it), combattant de la résistance italienne et chef de l'Association du comité de libération nationale des partisans italiens, est capturé par les SS. Après des jours de torture, il est pendu sous ordre d'Andergassen le 1er janvier 1945, au sous-sol du corps d'armée de Bolzano.
Le 26 janvier 1945, le capitaine Roderick Hall (en), travaillant dans l'agence de renseignement OSS, est capturé par la Gestapo à Cortina d'Ampezzo. Andergassen admettra plus tard l'avoir étranglé avec l'aide de l'Oberscharführer Albert Storz le 19 février 1945.
À la fin de la guerre, il atteint le rang de SS-Sturmbannführer, sous la direction de Karl Wolff. Le 30 avril 1945, Andergassen prend la fuite en voiture avec August Schiffer devant l'approche des Alliés. Cependant, ils sont arrêtés en même temps que Storz et sont tous les trois traduits devant un tribunal militaire américain et inculpés pour crimes de guerre. Lors de son procès à Naples, Andergassen affirma que les salles d'assassinat avaient été créées avec la connaissance et l'accord des plus hautes autorités. Le 15 janvier 1946, Andergassen est reconnu coupable de meurtre et de torture de quatre soldats américains et deux soldats britanniques. Andergassen, Schiffer et Storz sont condamnés à mort par pendaison. Il est exécuté le 26 juillet 1946.